# تشريب
التشريب أو التشريبة هو أحد أنواع الأكلات المشهورة في العراق والكويت وتأتي تسميته بسبب استخدام الخبز وإدخاله في مرقة التشريب المعين لكي «يشرب ماءه ونكهته» ومن ثم يؤكل ساخنًا.

## أنواع التشريب
هناك عدة أنواع للتشريب ولك منها طريقتها الخاصة، ومن أشكال التشريب الأخرى في المطبخ العراقي تشريب الباجة واللوبيا والمحروق إصبعه والبامية والعدس والدليمية وهي مزيج من التشريب والرز واللحم.

### تشريب اللحم

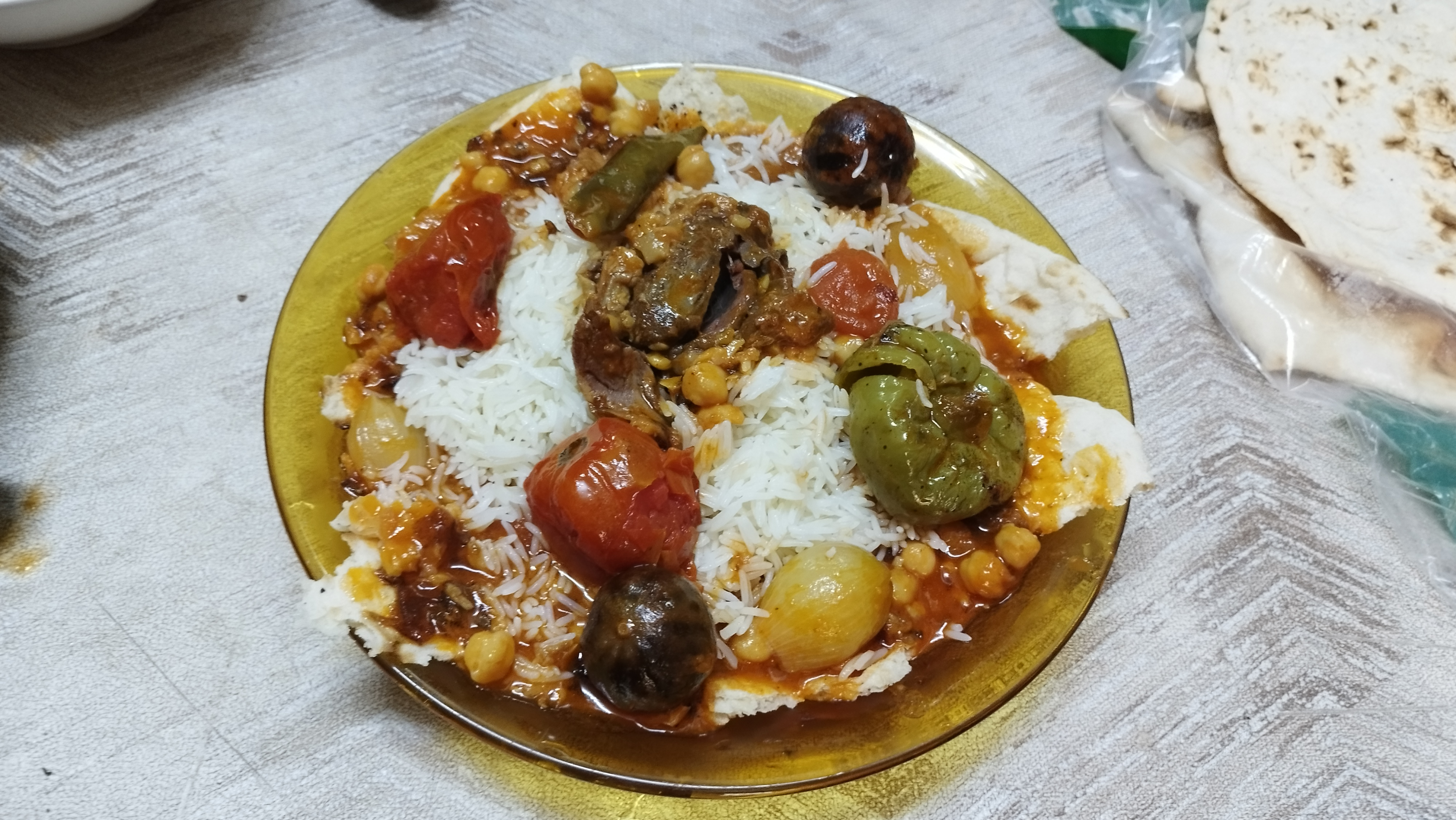
تشريب لحم أحمر

نوعه البسيط يحضر باستخدام لحم الغنم وغليه على النار واستخدام مرقة اللحم لتشريب خبز التنور، حيث يقدم في إناء عميق، مع قطعة لحم ومرقة اللحم وخبز تنور مقطع (باليد عادة) ويغمس في هذه المرقة ويترك لبضعة دقائق ليشرب نكهة المرقة ومن ثم يؤكل.
الأنواع المتقدمة تتضمن استخدام البصل أو الثوم لإعطاء نكهة للمرقة، استخدام معجون الطماطم لإعطاء لون، كما ويتم استخدام خضروات مثل الباميا لجعل الأكلة غنية أكثر والطعم مميز.

### تشريب الباقلاء

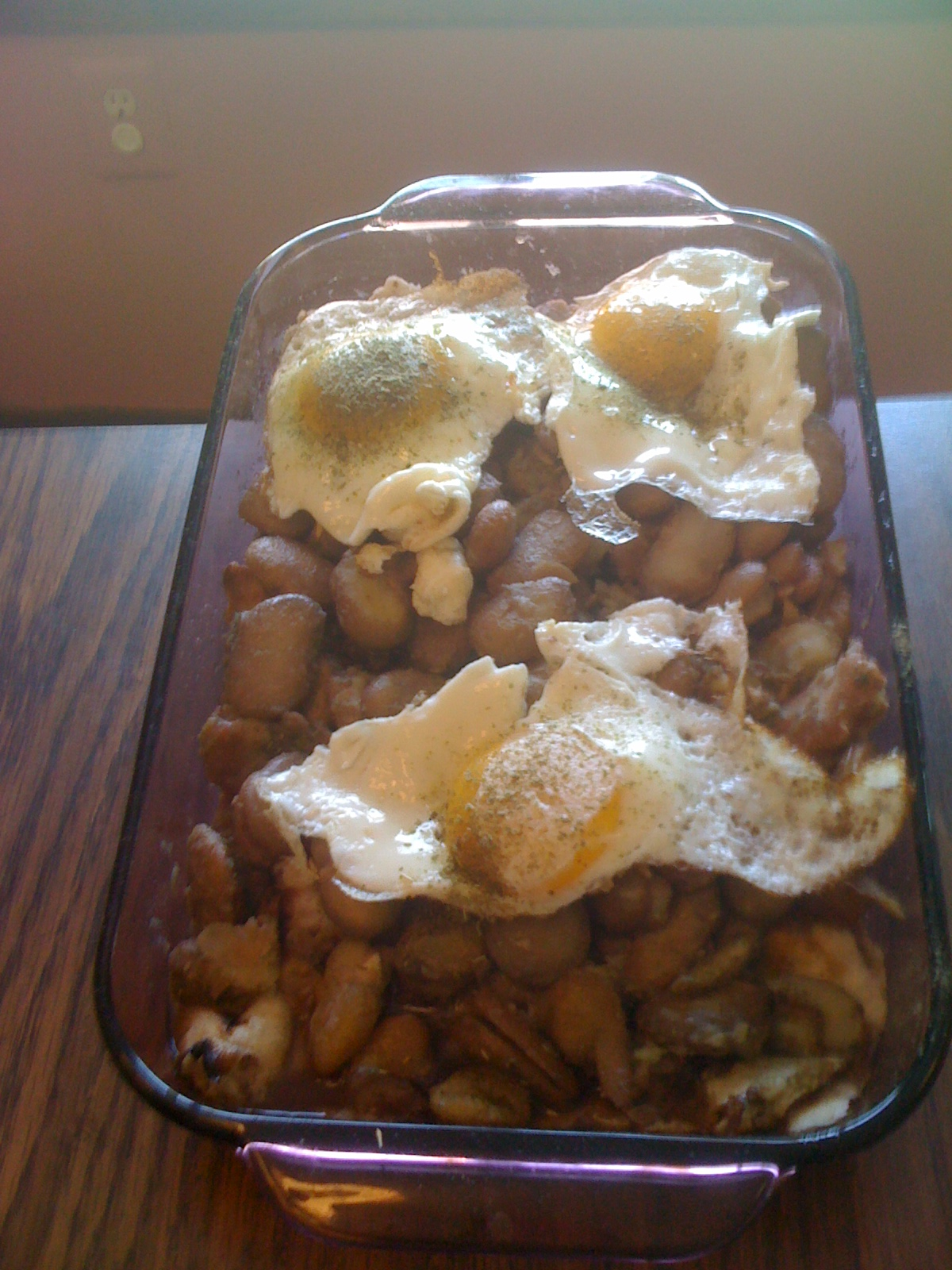
طبق تشريب الباقلاء العراقي

تعتبر وجبة غنية ودسمة جداً تستخدم عادة للفطور من قبل ذوي الأعمال الشاقة. لا تستخدم اللحم ومرقته ولكن تستخدم الباقلاء المغلية التي توضع في إناء عميق مع مرقتها، ويتم تقطيع خبز التنور فيها وبعدها عادة ما يتم وضع بيضة مقلية فوق الخبز المشرّب مما يزيد من غنى الأكلة. قبل التقديم مباشرة يسكب على طبق التقديم قليل من السمن/الزيت الساخن. يقدم مع شريحة من النارنج والبصل والمخلل ويذر عليه مسحوق عشبة البطنج.

### تشريب اللومي
طبق خليجي، يقدّم إلى جانب الرز ويحضّر من لحم الغنم، الحمص، البصل، عصير الطماطم، اللومي، الخبز، الملح والبهار.

### تشريب الكص
يُعد تشريب الكص من أنواع التشريب الأقل شهرة. إنتشرت هذه الأكلة في مدينة الموصل في العراق.

يُشبه الطبق تشريب اللحم حيث أنه أيضاً يتكون من خبز التنور المغمور بمرق التشريب المصنوع من مرق اللحم، ومعجون الطماطم، والبهارات المتنوعة، والخضار المختلفة، ومن ثم يغطى بلحم الكص (الشاورما). وقد يختلف من منطقة إلى أُخرى من ناحية البهارات وتتبيلة اللحم.

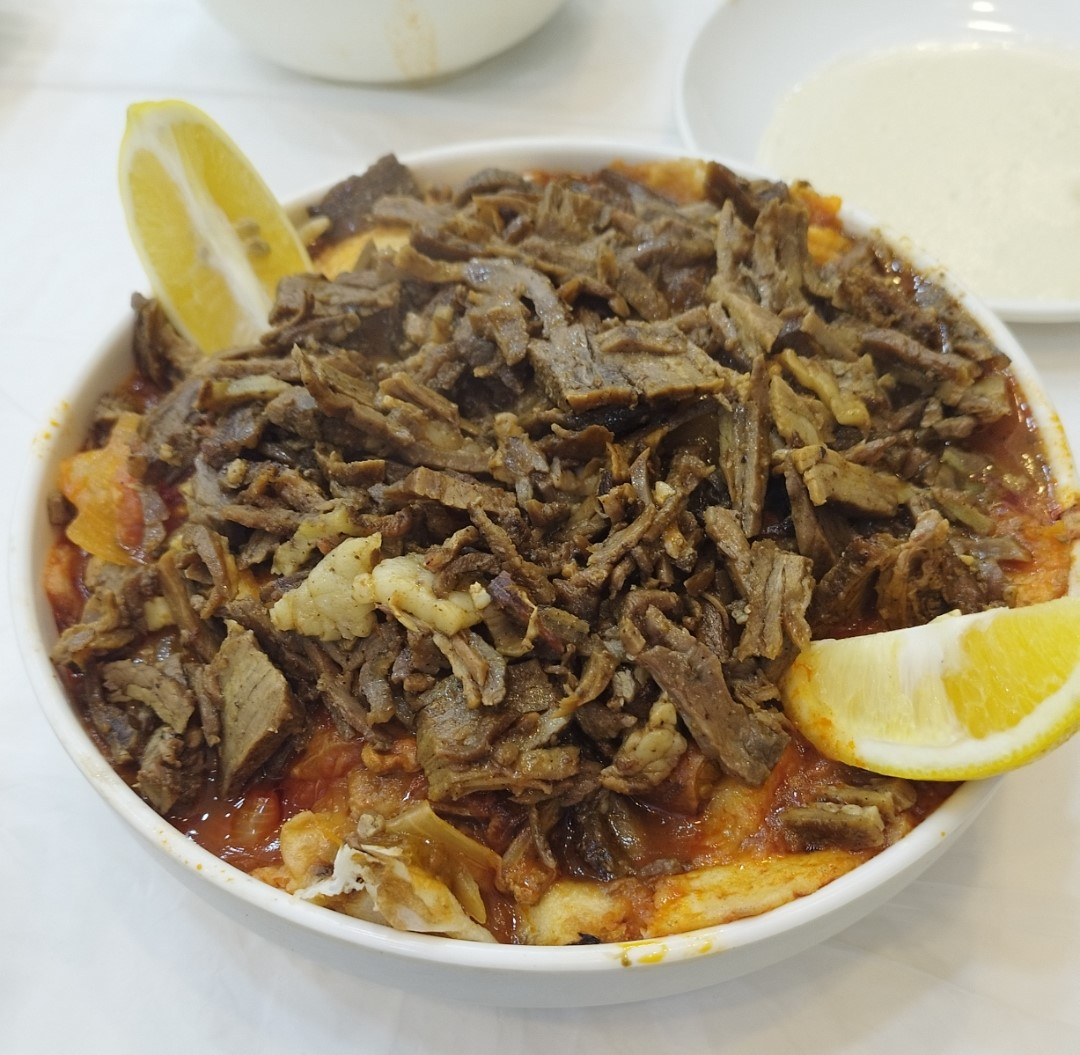
تشريب كص عراقي
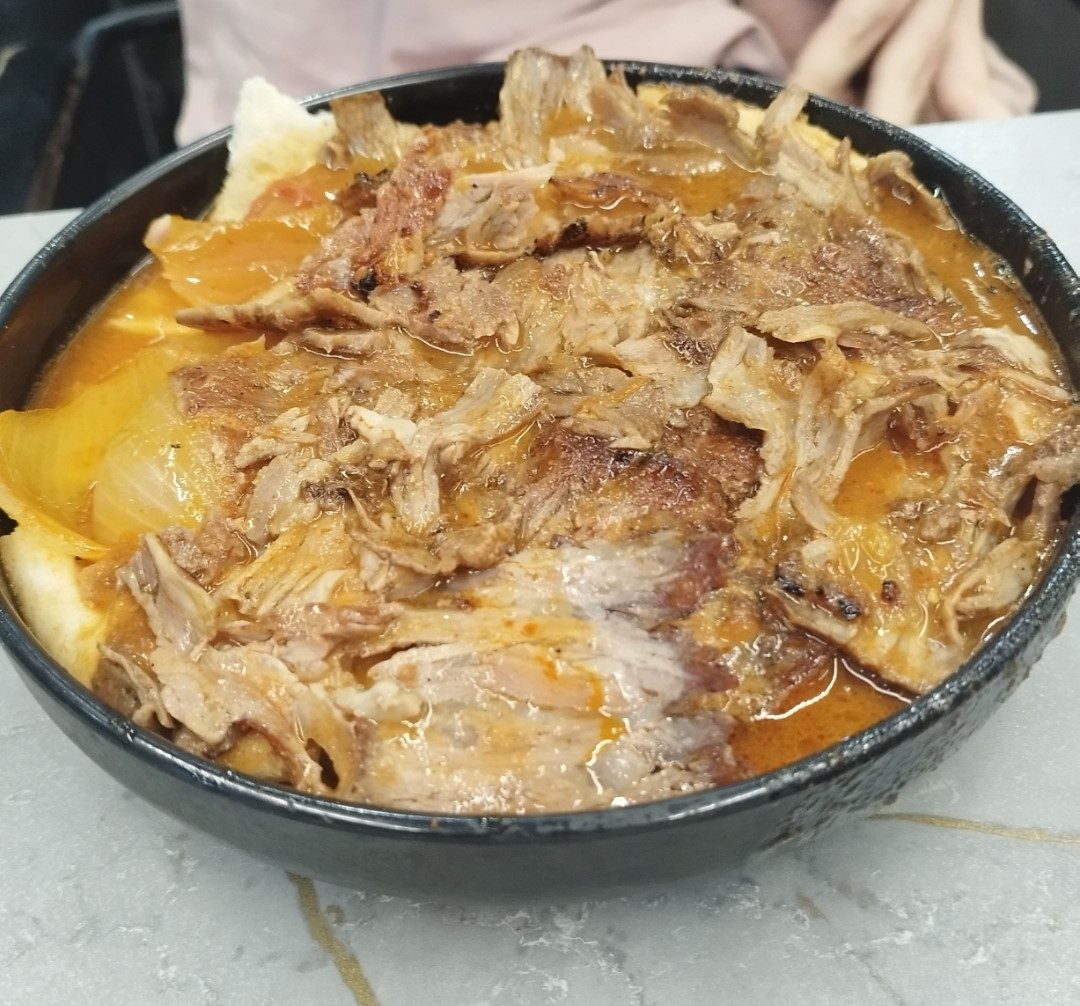
تشريب كص عراقي